# Pablo Galdames
Pablo Manuel Galdames Díaz (Los Andes, 26 de junio de 1974) es un exfutbolista, entrenador y político chileno que como jugador se desempeñó como centrocampista.

## Trayectoria
A nivel de clubes, Galdames jugó en Unión Española y Universidad de Chile en su país, Cruz Azul y Veracruz en México, América de Cali en Colombia, Racing Club, Quilmes y Instituto Atlético Central Córdoba en Argentina.
Pablo Galdames obtuvo su título de Entrenador de Fútbol hacia finales de 2013. Dentro del segundo semestre de 2014 se hace cargo del fútbol formativo de Municipal La Pintana, sin embargo no se concreta la incorporación de este club al Fútbol Joven de Chile, en el mes de julio de 2015 llega a Trasandino de Los Andes para ser técnico de las divisiones inferiores de dicho club.
En el ámbito político, Galdames es militante del Partido Regionalista Independiente (PRI); en 2017 apoyó la candidatura presidencial de Sebastián Piñera y fue candidato a diputado por el distrito 8.

## Vida privada
Es padre de los futbolistas Pablo, Thomas y Benjamín Galdames.

## Selección nacional
Jugó un total de 22 partidos por la Selección de fútbol de Chile, marcando un total de 2 goles entre 1995 y 2001.

### Participaciones en Copa América
| Competición       | Sede     | Resultado        | Partidos | Goles |
| ----------------- | -------- | ---------------- | -------- | ----- |
| Copa América 1995 | Uruguay  | Primera fase     | 2        | 0     |
| Copa América 2001 | Colombia | Cuartos de final | 2        | 0     |

### Participaciones en Clasificatorias a Copas del Mundo
| Eliminatorias                      | País                | Resultado   | Posición | Partidos Jugados |
| ---------------------------------- | ------------------- | ----------- | -------- | ---------------- |
| Clasificatorias Francia 1998       | Francia             | Clasificado | 4.º      | 0                |
| Clasificatorias Corea y Japón 2002 | Corea del Sur Japón | Eliminado   | 10º      | 6                |

## Historial electoral

### Elecciones parlamentarias de 2017
- Elecciones a Diputado por el distrito 8 (Cerrillos, Colina, Estación Central, Lampa, Maipú, Til Til, Pudahuel y Quilicura)[3]

| Candidato               | Pacto                    | Partido  | Votos  | %     | Resultados |
| ----------------------- | ------------------------ | -------- | ------ | ----- | ---------- |
| Joaquín Lavín León      | Chile Vamos              | UDI      | 75 973 | 15.74 | Diputado   |
| Gabriel Silber Romo     | Convergencia Democrática | DC       | 29 205 | 6.05  | Diputado   |
| Pepe Auth Stewart       | La Fuerza de la Mayoría  | IND-PRSD | 26 839 | 5.56  | Diputado   |
| Patricio Melero Abaroa  | Chile Vamos              | UDI      | 23 042 | 4.77  | Diputado   |
| Claudia Mix Jiménez     | Frente Amplio            | POD      | 20 958 | 4.34  | Diputada   |
| María José Leiva Jopia  | Frente Amplio            | PEV      | 17 893 | 3.71  |            |
| Mario Desbordes Jiménez | Chile Vamos              | RN       | 17 799 | 3.69  | Diputado   |
| Carmen Hertz Cádiz      | La Fuerza de la Mayoría  | PCCh     | 16 035 | 3.32  | Diputada   |
| Andrea Ojeda Miranda    | Chile Vamos              | RN       | 15 362 | 3.18  |            |
| Alejandra Bravo Hidalgo | Chile Vamos              | PRI      | 14 323 | 2.97  |            |
| Lorena Pizarro Sierra   | La Fuerza de la Mayoría  | PCCh     | 12 137 | 2.86  |            |
| Pablo Vidal Rojas       | Frente Amplio            | RD       | 12 135 | 2.86  | Diputado   |
| Marcela Sandoval        | Frente Amplio            | RD       | 11 927 | 2.81  |            |
| Pablo Galdames Díaz     | Chile Vamos              | IND-PRI  | 7293   | 1,72  |            |

## Clubes

### Como futbolista
| Club                 | País      | Año       |
| -------------------- | --------- | --------- |
| Unión Española       | Chile     | 1993-1995 |
| Universidad de Chile | Chile     | 1996-2000 |
| Cruz Azul            | México    | 2000–2003 |
| Veracruz             | México    | 2002      |
| Racing Club          | Argentina | 2003–2004 |
| Quilmes              | Argentina | 2004-2007 |
| América de Cali      | Colombia  | 2006      |
| Instituto de Córdoba | Argentina | 2007-2008 |

### Como entrenador
| Club            | País  | Año       |
| --------------- | ----- | --------- |
| Lautaro de Buin | Chile | 2015-2017 |
| Municipal Lampa | Chile | 2018-2022 |

## Palmarés

### Como jugador

#### Campeonatos nacionales
| Título                    | Club                 | País   | Año  |
| ------------------------- | -------------------- | ------ | ---- |
| Copa Chile                | Unión Española       | Chile  | 1993 |
| Copa Chile                | Universidad de Chile | Chile  | 1998 |
| Primera División          | Universidad de Chile | Chile  | 1999 |
| Copa Chile                | Universidad de Chile | Chile  | 2000 |
| Primera División          | Universidad de Chile | Chile  | 2000 |
| Liguilla Pre-Libertadores | Cruz Azul            | México | 2000 |